# Tuhalská čarodějná studna
Tuhalská čarodějná studna (estonsky Tuhala nõiakäev) je občasný krasový pramen, nacházející se v katastru vesnice Kata (obec Kose, kraj Harjumaa) v Tuhalském krasu v severním Estonsku.
Pramen vznikl přirozeně jako vedlejší vývěr řeky Tuhaly na jejím průtoku soustavou krasových jeskyní, později byl opatřen dřevěným pažením. Po většinu roku je hladina vody ve studni pod úrovní okolního terénu, ale v době vyššího stavu vody (zejména během jarního tání) se stává, že začne přetékat přes okraj. Lidové vyprávění to vysvětlovalo tím, že hluboko pod zemí se saunují čarodějnice.
Tuhalská čarodějná studna byla v letech 1987–2013 předmětem dlouhého boje občanů proti těžebním společnostem, které snahou o otevření nových vápencových lomů ohrožovaly její existenci.

## Geologie a hydrologie
Zdrojem vody v Tuhalské čarodějné studni je řeka Tuhala, která tu prochází soustavou podzemních jeskyní Tuhalského krasu. Přibližně dva kilometry jihozápadně od studně se Tuhala ztrácí v ponorech Ämmaauk a Äiaauk a pokračuje jeskyněmi rozdělena ve tři hlavní ramena, z nichž prostřední prochází pod studnou. Při běžném průtoku vody zůstává studna suchá, ale pokud celkový průtok Tuhaly u ponorů překročí 5000 m³/s, resp. nadmořská výška podzemní hladiny Tuhaly u Virulaské jeskyně překročí o nejméně 2,35 m nadmořskou výšku pažení studny, začne voda ze studny vytékat přes okraj. Výtok pak může dosáhnout objemu až 100 l/s.

## Ohrožení těžbou vápence

### 1987–2005: Od předběžných plánů ke zrodu environmentální kauzy
V 80. letech 20. století se úřady tehdejší Estonské SSR začaly zabývat otázkou otevření nových vápencových lomů v oblasti Nabaly. Veřejným tématem se plánovaná těžba stala v roce 1987 po vypracování geologického posudku akademikem Reinem Einastem, který plány označil za krajně nerozumné a vyzval ke konání celorepublikové konference, která by přesně popsala všechny geologické a hydrologické souvislosti. V následujících měsících pak estonští odborníci vypracovali stanovisko, které podmiňovalo jakoukoli další těžbu přesným geologickým a hydrologickým průzkumem Nabalského a Tuhalského krasu i navazujícího okolí a vyhodnocením všech environmentálních a vodohospodářských důsledků. Toto stanovisko bylo následně potvrzeno i Ministerstvem geologie SSSR.
V roce 1997 se odložené plány na těžbu vápence v Nabalském krasu ocitly (pravděpodobně na popud těžebních společností) na pořadu jednání státní Komise pro nerostné zásoby (Maavarade Komisjon). Komise navrhla kvalifikovat nabalské zásoby vápence jako aktivní (tedy otevřené případné těžbě). Ministerstvo životního prostředí aktivaci zásob povolilo a následujícího roku vyhláškou nechalo zanést mezi registrovaná ložiska štěrkového vápence. V roce 2004 je pak společnostem Paekivitoodete Tehase OÜ a OÜ Merko Kaevandused povolen předtěžební průzkum v katastrech Nõmmevälja, Tammiku a Nõmmküla.
Po částečném zveřejnění výsledků průzkumu, který se zaměřoval na rozsah ložiska a možnosti těžby a nebral v úvahu environmentální hodnotu Nabalského krasu ani jeho hydrogeologické souvislosti, se problém těžby v Nabale během roku 2005 dostal do povědomí nejprve odborné a následně i široké veřejnosti. Ve sdělovacích prostředcích a v několika veřejných diskusích se objevily poukazy na „Angerijskou katastrofu“, rozsáhlou destabilizaci podzemních vod, ke které došlo roku 1967 při zásazích do vápencového podloží u řeky Angerja. Symbolem odporu proti těžbě vápence v Nabale se stala právě Tuhalská čarodějná studna, v níž v roce 1967 natrvalo poklesla střední hladina cca o 1 m. Odpůrci těžby poukazovali na skutečnost, že celé nabalské ložisko se nachází pod hladinou podzemní vody, takže pokles hladiny spodních vod by při otevření lomů v plném rozsahu mohl dosáhnout až 25 m.

### 2005–2009: Boj obcí a taktika svépomocných chráněných území
Ještě během roku 2005 se k protestujícím odborníkům a občanským sdružením přidaly těžbou ohrožené obce. Protože Ministerstvo životního prostředí na kritiku zprvu nereagovalo a posudky pro probíhající řízení EIA byly svěřeny téže firmě, která prováděla předtěžební průzkumy pro těžařské společnosti, zahájili zástupci obcí Saku a Kohila během roku 2006 přípravu zřízení chráněných krajinných oblastí Tagadi a Pahkla, které by obsáhly podstatnou část ložisek. Během roku 2007 se k nim připojily obce Kiili a Kose s přípravou chráněných krajinných oblastí Kurevere a Rahkvälja, které by pokryly zbylé části ložisek. Odborné posudky hovořily jasně ve prospěch vyhlášení těchto chráněných území, těžařské společnosti proti nim protestovaly na obecní, krajské i ministerské úrovni. Geoložka Aada Teedumäe, která se problematikou těžby v Nabale začala zabývat už v roce 1988, upozornila opakovaně též na pochybnou rentabilitu celého projektu:
| „ | Mimořádně složitá krasová oblast s vysokou hladinou spodní vody je zcela nevhodná k povrchové těžbě. Vodní režim krasu je nepředvídatelný, není možno sestavit žádný prognostický model na základě výsledků vrtů, protože těmi se nemusí podařit odhalit podzemní toky. Vápenec ložiska je navíc — navzdory silnému nátlaku (těžařů) — štěrkařsky nevhodnou surovinou — zrnitost štěrku, který je tu možno získat, je z 80 % mezi 5 a 10 mm, přes 40 mm se prakticky nedostaneme, dá se předpokládat, že štěrkově využitelných by bylo nejvýše 50 % vytěžené horniny. | “ |

Protože těžařské společnosti svým vlivem na ministerstvu blokovaly zřízení navržených chráněných území, rozhodli se zastupitelé a rada obce Kose 22. listopadu 2007 jednat nad rámec svých správních kompetencí, zřídili chráněnou krajinnou oblast Rahkvälja a vydali vyhlášku o jejích hranicích a ochranném režimu. 21. prosince Paekivitoodete Tehase OÜ podala k Tallinnskému správnímu soudu žalobu na zrušení vyhlášky, a ten dal těžařům 13. března 2008 za pravdu a vyhlášku zrušil.
V téže době však již na straně odborníků a ochránců krasu stála téměř všechna média a do kampaně za záchranu Tuhalské studny se zapojily známé osobnosti. Občanský tlak přiměl Ministerstvo životního prostředí zabývat se návrhy na zřízení nových chráněných území v oblasti Tuhalského krasu. Když však v únoru 2009 byly zveřejněny závěry řízení EIA pro první těžební lokalitu, nalezli v nich odborníci zásadní nedostatky jak věcné (chybné hydrologické hodnocení Nabalského a Tuhalského krasu), tak procedurální (posudky vycházejí z předpokladu, že otevření těžby v oblasti Nabaly je životně důležité pro estonské hospodářství, takže není možno rozhodovat o samotném faktu těžby, nýbrž jen o způsobu jejího provedení). Obce a občanská sdružení proto požadovaly doplnění EIA. Pro zvýšení tlaku na ministerstvo vznikla petice požadující vyřazení nabalských vápenců ze seznamu aktivních nerostných zásob a obec Kohila zřídila 5. května obecní vyhláškou chráněnou krajinnou oblast Pahkla. Žalobu na zrušení vyhlášky podala 5. června tentokrát AS Kiirkandur; díky lepší připravenosti na straně obce došlo ke zrušení vyhlášky Tallinnským správním soudem teprve 22. června 2011.

### 2009–2011: Tuhalská čarodějná studna jako celospolečenská kauza
Odborná kritika těžebních záměrů se mezitím opřela o nová zjištění, učiněná během průzkumů v posledních letech: těžba by znamenala nejen přímé ohrožení studní v 16 okolních sídlech, nýbrž také nepřímé ohrožení zásobování hlavního města pitnou vodou, protože podzemní krasové toky částečně zásobují i tallinnské Horní jezero. Na podnět občanů se kauzou zabýval i Státní kontrolní úřad (Riigikontroll) a shledal, že při samotném zařazení nabalských ložisek mezi aktivní zásoby nerostných surovin byl porušen zákon.
Petiční akce „Na pomoc Tuhalské čarodějné studni!“ získala během několika týdnů desítky tisíc podpisů, skladatel Urmas Sisask, který se již delší dobu angažoval mezi ochranáři krasu, vyhlásil, že je ochoten zemřít při obraně Tuhalské studny. 8. března 2010 se občanské organizace obrátily též na Evropský parlament a Evropskou komisi. Kauza Tuhalské studny se dostala i do zahraničních médií. Ministr životního prostředí pod tlakem odborníků a veřejnosti během dubna při několika příležitostech slíbil, že těžbu v Nabale nepovolí, pokud nebude prokazatelně vyloučeno ohrožení Tuhalské studny, přistoupil na prozkoumání společného návrhu čtyř obcí na zřízení chráněné krajinné oblasti Nabala a vyzval k doplnění posudků EIA. Diskuse o osudu Tuhalské studny již probíhala i na půdě vlády a parlamentu, a postupně se rozšířila v celospolečenskou diskusi o podstatě, oprávněnosti a morálních souvislostech „státního zájmu“.
S nadějí na zlepšení komunikace s ministerstvem do listopadu 2010 do března 2011 odborníci a ochránci Tuhalské studny připomínkovali připravovaný Státní plán rozvoje využívání stavebních surovin na roky 2011–2020, jehož přijetí bylo jednou z přislíbených podmínek pokračování řízení EIA. 15. března 2011 pak Ministerstvo životního prostředí předložilo vládě ke schválení původní text bez zapracování odborných připomínek a vláda tento text schválila. Sdružení odborníků Eesti Maavarade Ühing proto 11. dubna podalo žalobu na zrušení rozhodnutí vlády k Tallinnskému správnímu soudu.
Postoj ministerstva se změnil s nástupem nové ministryně Keit Pentusové 6. dubna 2011. Ta se již v rozhovoru pro rozhlasovou stanici Vikerraadio 7. dubna postavila na stranu ochránců studny: 
| „ | Těžbu, která by jakkoliv ohrozila Nabalský kras jako celek nebo Tuhalskou čarodějnou studnu, nepovažuji za přípustnou. Nabalský kras a Tuhalská čarodějná studna musí být zachovány. Nemůžeme tam dovolit jakoukoli činnost ohrožující životní prostředí. ... Když hovoříme o jedinečných místech Estonska, pak je zájmem našeho hospodářského prostoru, aby se tato místa zachovala. Spíše je musíme využívat v dobrém smyslu, dělat na ně více reklamu a seznamovat s nimi lidi, a ne jít na tahle krásná přírodní místa s bagrem. ... Rovnováhu, tu musíme hledat. Podstatné je, abychom mohli vytežit dostatečné množství materiálu, který využíváme ve stavebnictví. Dnes v Estonsku nemáme takovou situaci, že by nám materiály došly, kdybychom neotevřeli těžbu v Nabale. Tak drastická situace zdaleka není. | “ |

### 2011–2013: Závěrečný soudní boj
Se zdůvodněním, že pro řádné dokončení řízení EIA navrhovaných oblastí povrchové těžby vápence, pro kterou žádají o povolení Paekivitoodete tehase OÜ, AS Kiirkandur a AS Riverito (někdejší OÜ Merko Kaevandused), je nutno provést ještě dodatečný výzkum, a navíc bylo zahájeno řízení o zřízení chráněné krajinné oblasti Nabala, vydalo Ministerstvo životního prostředí 8. června 2011 vyhlášku zastavující řízení o příslušná těžební povolení. 8. července reagovala Paekivitoodete tehase OÜ podáním žaloby na zrušení této vyhlášky k Tallinnskému správnímu soudu. V lednu 2012 pak obdobnou žalobu podala AS Riverito. Tallinnský správní soud po projednání žalob obou firem a po vyjádření Ministerstva životního prostředí 15. března 2012 spojil obě žaloby do jednoho řízení.
Když během jara 2012 probíhalo celoestonské veřejné hlasování o sedmi divech Estonska, stalo se z něho v jistém smyslu neoficiální referendum o Tuhalské čarodějné studni, která v hlasování suverénně zvítězila. Krátce po vyhlášení výsledků ankety skončilo i řízení o žalobách Paekivitoodete tehase OÜ a AS Riverito před Tallinnským správním soudem, který 29. června obě žaloby v plném rozsahu zamítl. Obě firmy se 30. července odvolaly k Tallinnskému odvolacímu soudu. Ten se v dubnu 2013 nakonec plně ztotožnil se stanoviskem Tallinnského správního soudu, že zastavení povolovacího řízení těžby v oblasti Nabaly Ministerstvem životního prostředí bylo odůvodněné a oprávněné. Paekivitoodete Tehase OÜ a AS Riverito proto 23. května 2013 podaly dovolání k Nejvyššímu soudu, který však 19. června 2013 dovolání odmítl a s konečnou platností tak ukončil probíhající spor. Ministryně životního prostředí Keit Pentusová komentovala soudní vítězství jako přelomové pro celou estonskou společnost:
| „ | Jde o rozsudek, který má širší význam — obsahově jde o podstatné poselství, že s přírodními hodnotami a se zájmy místních občanů se musí počítat. A že se s nimi musí počítat i tehdy, když je ve hře ekonomický zájem druhé strany. | “ |

## Galerie

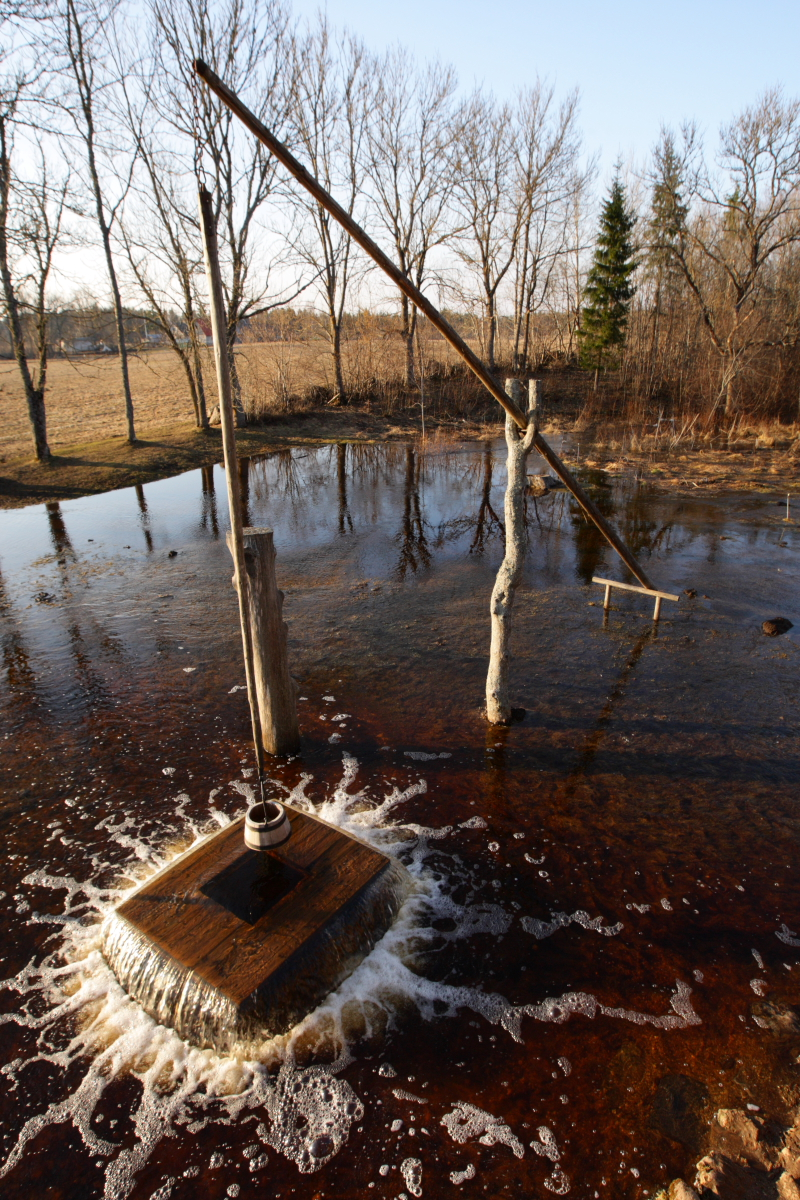
Celkový pohled na studnu v době „čarodějného vaření“
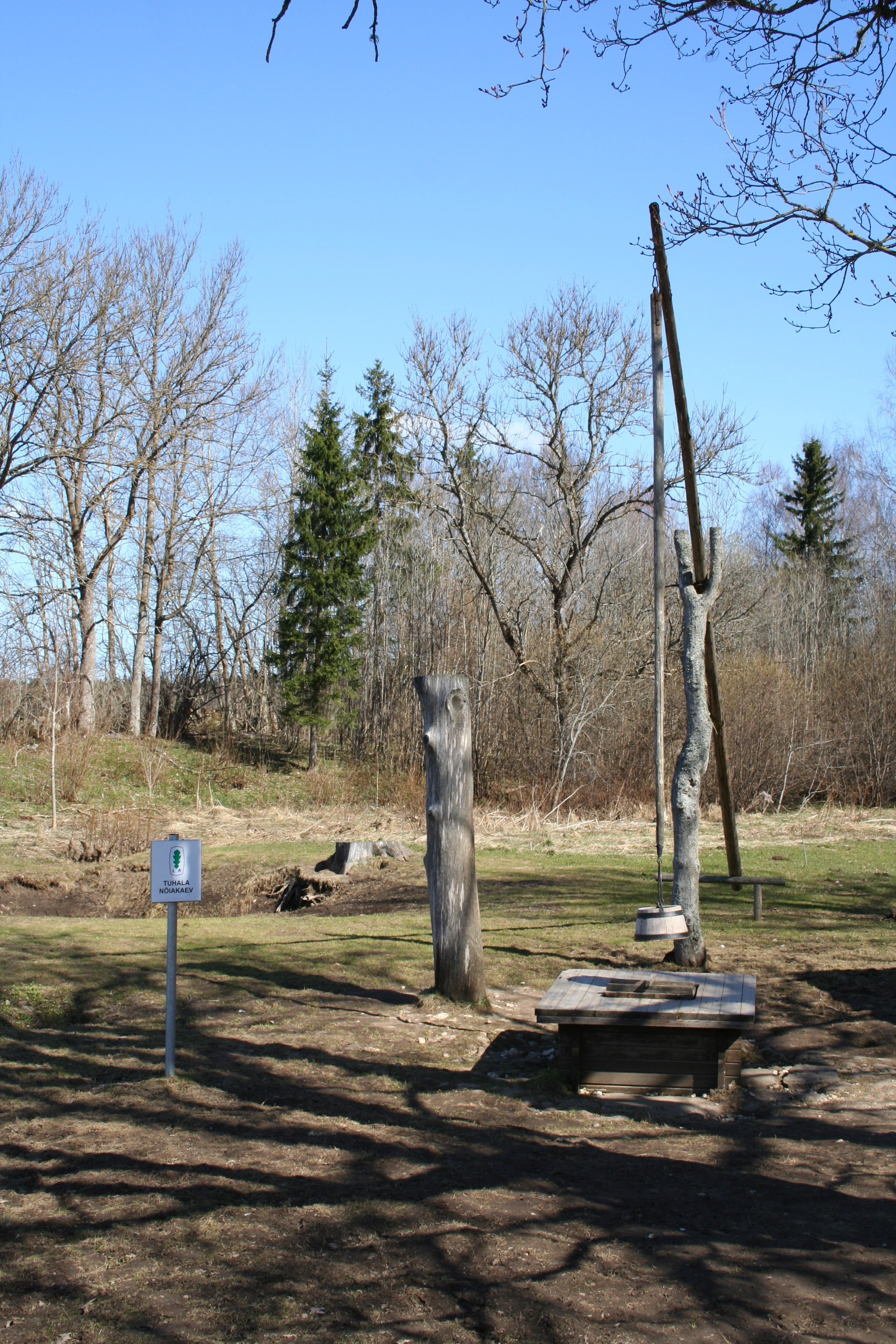
Studna v době klidu
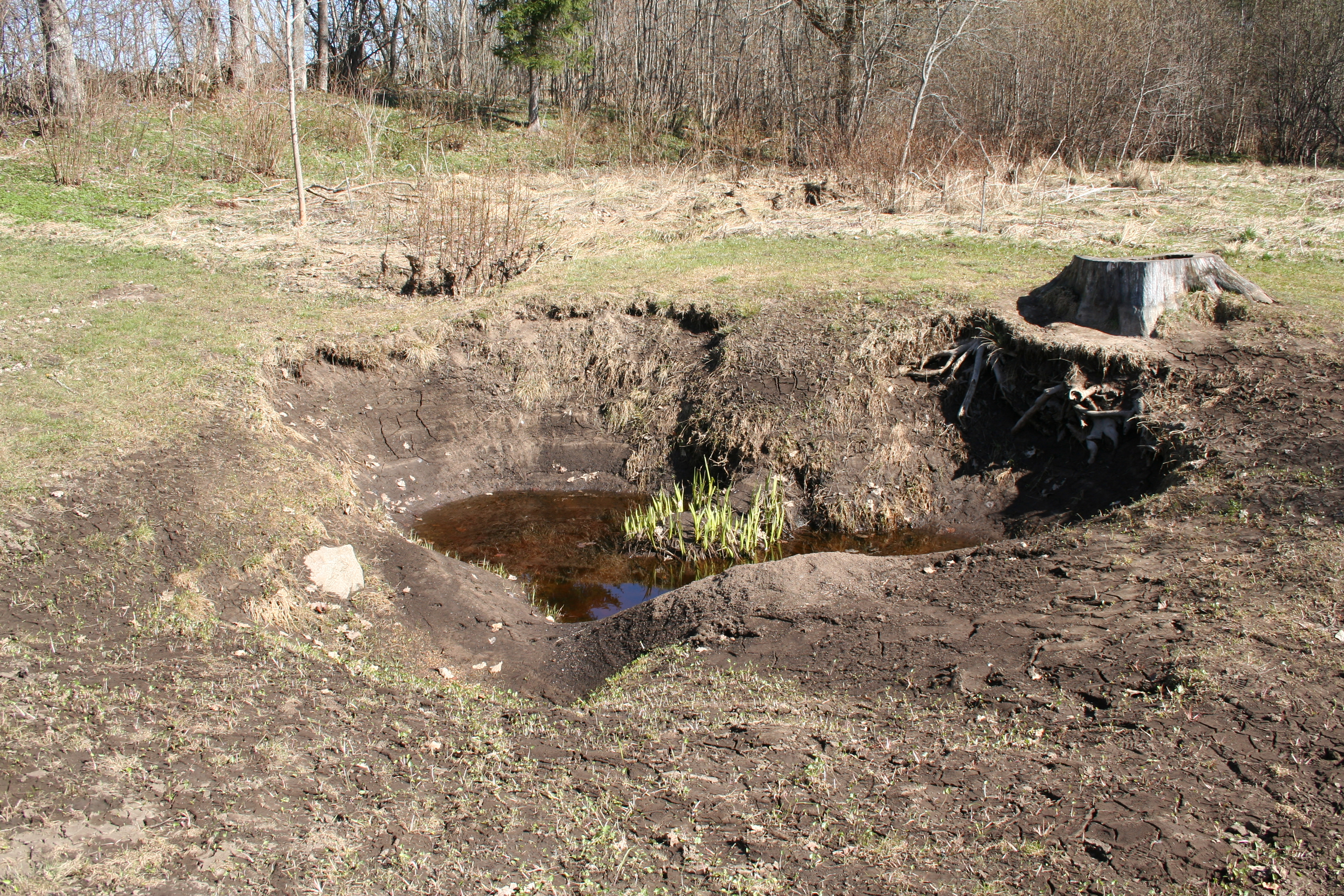
Vedlejší pramen v době klidu